# Cornell University
Cornell University (/kɔːrˈnɛl/) är ett framstående universitet beläget i Ithaca i delstaten New York i USA. Det är det yngsta av de så kallade Ivy League-universiteten. Det rankades som det 19:e främsta lärosätet i världen i Times Higher Educations ranking av världens främsta lärosäten 2018. Det är ett privat land-grant-universitet som mottar årligt stöd från delstaten för vissa pedagogiska uppdrag.
Lärosätet grundades 1865 av Ezra Cornell och Andrew Dickson White och syftade till att undervisa och ge bidrag inom alla kunskapsområden - från klassisk till vetenskap och från det teoretiska till det tillämpade. Dessa ideal, som var okonventionella för tiden, återfinns i Cornells motto, ett populärt citat av Ezra Cornell från 1865: "I would found an institution where any person can find instruction in any study."
Cornell är organiserat i sju undergraduate colleges och sju institutioner (avdelningar) för forskarutbildning vid dess huvudcampus i Ithaca. Varje college och institution fastställer sina egna tillträdeskrav och akademiska program i nära autonomi. Cornell förvaltar också två medicinska campus, ett i staden New York och ett i Education City i Qatar. Cornell är ett av två privata land-grant-universitet, och dess sju undergraduate colleges omfattar tre privata, lagstadgade delstatsstödda eller kontrakterade colleges. Som ett land-grant-universitet bedriver man även uppsökande verksamhet i varje county i delstaten New York.
Sedan dess grundande har Cornell varit en samundervisande, icke-sekteristisk institution där antagning erbjuds oavsett religion eller ras. Cornell har mer än 255 000 levande alumner, 31 Marshall Scholars, 28 Rhodes Scholars och 41 Nobelpristagare knutna till universitetet. Studenterna utgörs (2011) av nära 14 000 undergraduate-studenter och 7 000 doktorander från alla 50 amerikanska delstater och 122 olika länder.

## Idrott
Lärosätet tävlar med 37 universitetslag i olika idrotter via deras idrottsförening Cornell Big Red.

## Bilder

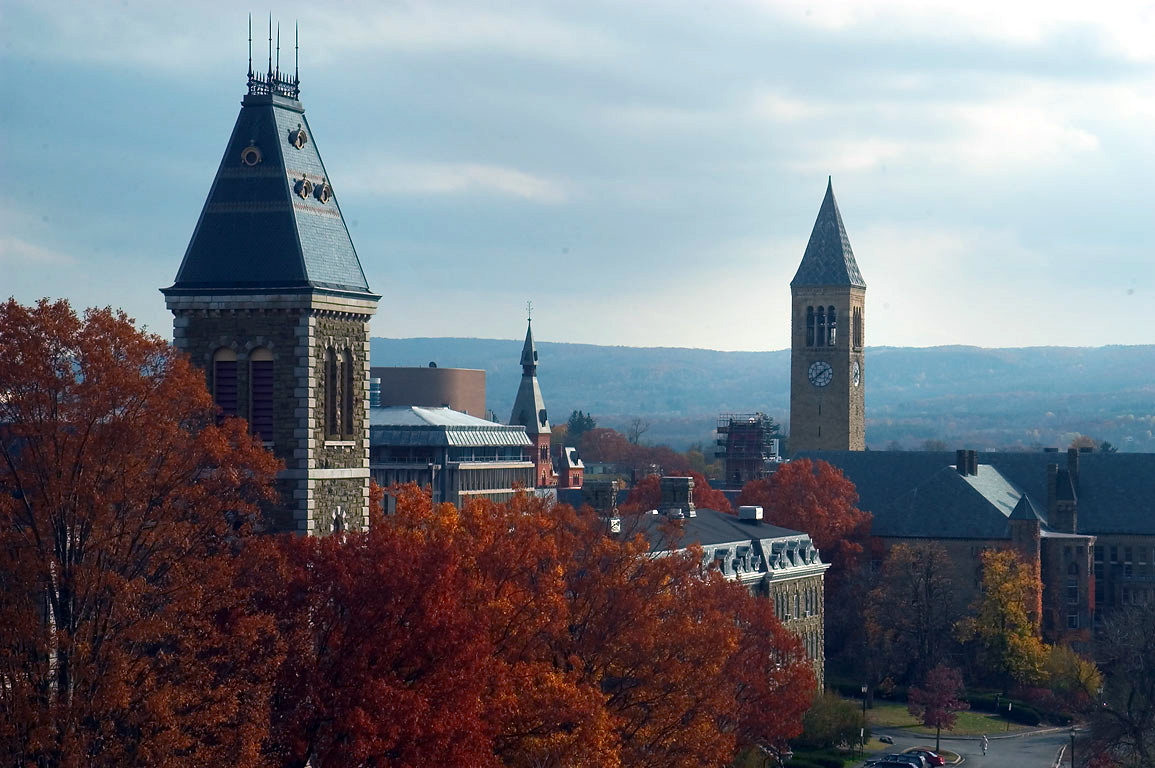
Central Avenue på Cornell University
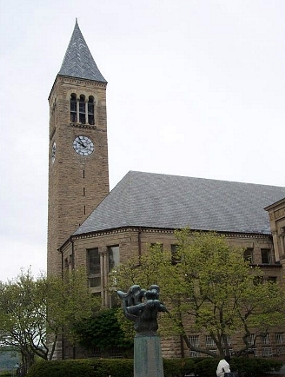
Klocktornet
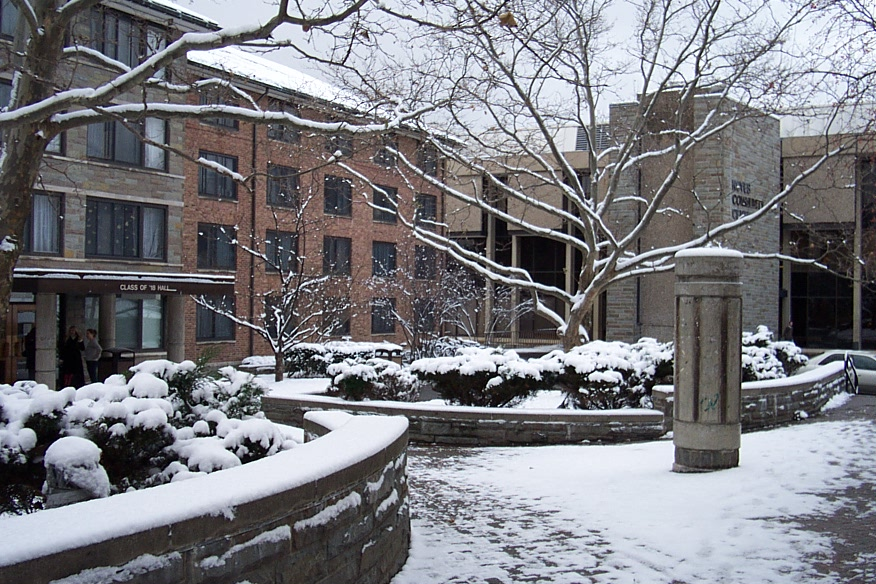
Västra delen av campus
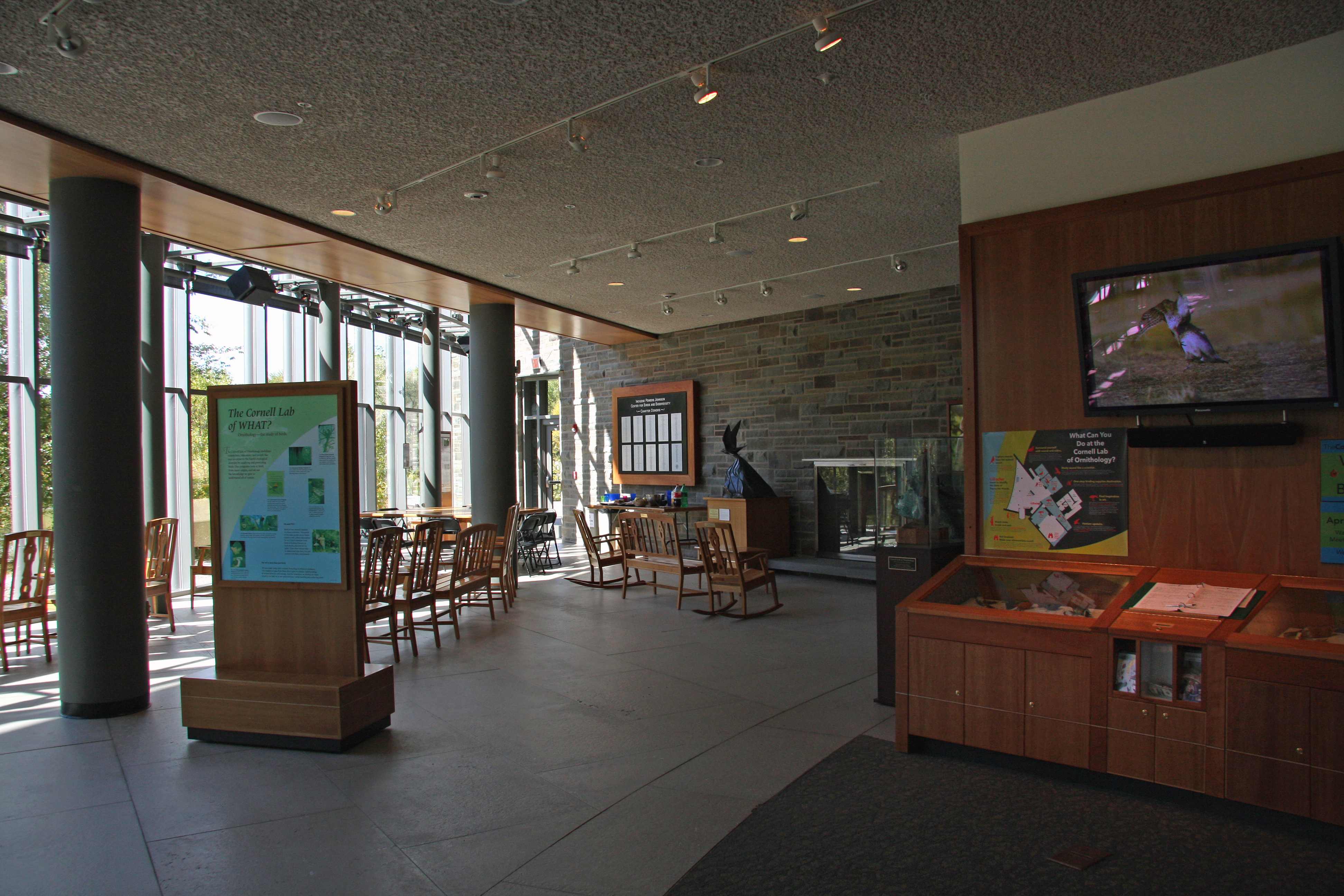
Besökscentret vid Cornell Lab of Ornithology.

## Fotnoter
1. ↑  Det andra är Massachusetts Institute of Technology.